# هانس بونگارتس
هانس بونگارتس (به آلمانی: Hannes Bongartz) بازیکن فوتبال و هافبک اهل آلمان است که از سال ۱۹۷۶ میلادی عضو تیم ملی فوتبال آلمان بوده‌است. وی در ۴ بازی ملی حضور داشته است و آخرین بازی ملی خود را در سال ۱۹۷۷ میلادی انجام داد. هانس بونگارتس در بازی‌های ملی‌اش گلی به ثمر نرساند.